# Bildmakarna
Bildmakarna è un film per la televisione diretto da Ingmar Bergman. Nei paesi di lingua inglese fu distribuito col titolo The Image Makers.

## Trama
Sul finire del 1920, nello studio cinematografico del regista Victor Sjöström arriva la scrittrice premio Nobel Selma Lagerlöf, da un racconto della quale il regista ha tratto il film Il carretto fantasma.
Nello studio la Lagerlöf conosce Tora, giovane attrice esordiente nonché amante del regista, la quale è crucciata perché è stata esclusa dalle riprese del film per colpa della moglie gelosa del regista. Le due donne, la scrittrice anziana e la giovane attrice, troveranno più punti in comune fra di loro che divisioni, e si arricchiranno delle rispettive esperienze.

## Il film
Tratto dal testo teatrale omonimo di Per Olov Enquist, il film racconta degli eventi immaginari accaduti a personaggi realmente esistiti.
Victor Sjöström è un personaggio di culto del cinema svedese, autore di innumerevoli opere e maestro di Bergman stesso. Per il suo "allievo", inoltre, recitò in due suoi film: la sua parte più conosciuta è quella da protagonista de Il posto delle fragole.
Sjöström e il suo direttore della fotografia, Julius Jaenzon, nel 1921 fecero uscire quello che sarebbe stato uno dei migliori e più conosciuti film svedesi di inizio secolo: Il carretto fantasma (Körkarlen), come si può leggere anche su un manifesto nella stanza. Il film è una personale reinterpretazione del racconto omonimo di Selma Lagerlöf, il terzo personaggio realmente esistito di The Image Maker.
Lagerlöf è stata una delle più famose scrittrici svedesi, oltre a essere stata la prima donna a ricevere il premio Nobel per la letteratura (1909). In The Image Maker ne viene tracciato un ritratto molto personale, scavando nel suo passato e analizzando l'influenza che su di lei ha avuto il padre alcolizzato.
Anche se Bergman cura solo la regia, questo film è intriso delle atmosfere tipiche del regista svedese, compresa la tematica sul ruolo dell'artista e sul suo rapporto col pubblico. La Lagerlöf si impunta dicendo che quello che si nasconde fra le righe di ciò che ha scritto è strettamente personale, mentre la giovane Tora, nei panni del pubblico, le rinfaccia di non avere il diritto di comportarsi così: il lettore (o spettatore) ha il diritto di sapere tutto del pensiero e delle intenzioni dell'autore. Già Bergman aveva trattato il tema dell'autore "violentato" dal suo pubblico in film come L'ora del lupo.
Il film è completamente girato in digitale per la televisione svedese. In Italia il film esce solo nel circuito dell'home video nel febbraio 2005, in lingua originale sottotitolato, come contenuto speciale dell'edizione in DVD de Il settimo sigillo di Bergman.